# Kelly Sotherton
Kelly Jade Sotherton (Newport, 13 november 1976) is een voormalige Britse meerkampster. Op zowel Olympische Spelen als bij diverse Europese en mondiale toernooien behaalde zij eremetaal in deze discipline.

## Biografie

### Jeugd
In haar jeugd speelde Sotherton netbal bij Hampshire. Ze won toen ook al twee zevenkamptitels bij de Engelse scholenkampioenschappen.
Nadat Sotherton samen met zilverenmedaillewinnares Denise Lewis begon te trainen, verbeterden haar prestaties en werd ze geselecteerd voor het Britse team.

### Olympisch brons
Op de Olympische Spelen van Sydney in 2000 won Kelly Sotherton verrassend een bronzen medaille met 6424 punten. Op de Europese indoorkampioenschappen in Madrid won ze op de vijfkamp zilver met 4733 punten achter de Zweedse Carolina Klüft. In Götzis bij de Mösle Mehrkampf-Meeting eindigde ze opnieuw op de tweede plaats achter de Zweedse, maar verbeterde ze haar persoonlijke record tot 6547 punten. Op de wereldkampioenschappen van 2005 in Helsinki werd ze op de zevenkamp vijfde (6325 punten) en bij het verspringen achtste (6,42 m).
In 2006 won Sotherton de zevenkamp op de Gemenebestspelen en werd met 6290 punten zevende op de Europese kampioenschappen in Göteborg. Op de EK indoor herhaalde ze op de vijfkamp haar prestatie van twee jaar eerder en werd opnieuw tweede. Met het bereikte totaal van 4927 punten verbrak ze hier het Britse record. Op de wereldkampioenschappen in Osaka waren haar 6510 punten genoeg voor een bronzen medaille.

### Opnieuw bij de besten
Het jaar 2008 zette Kelly Sotherton goed in door tijdens de wedstrijden om de Norwich union indoor grand prix in haar woonplaats Birmingham op 16 februari 2008 een 400 m af te ronden in 52,47 s. De voorlaatste keer dat ze deze afstand indoor had gelopen, was in 2003. Haar tijd was toen 54,14. Met haar nieuwe persoonlijke toptijd maakte zij in één klap aanspraak op een plaats in het Britse 4 x 400 meterteam tijdens de wereldindoorkampioenschappen in maart. Sotherton was zelf niet eens verbaasd over haar prestatie. "Ik had nog wel sneller gekund. Ik hoopte eerlijk gezegd, dat ik door de 52-secondengrens heen zou breken. Maar achtste beste Britse ooit is niet slecht, toch? Niet slecht voor een zevenkampster."
Op het WK indoor, enkele weken later in het Spaanse Valencia, leverde Kelly Sotherton op de vijfkamp een verbeten strijd om de wereldtitel met de Belgische Tia Hellebaut, die zij uiteindelijk met slechts 15 punten verschil (4867 om 4852 punten) verloor.

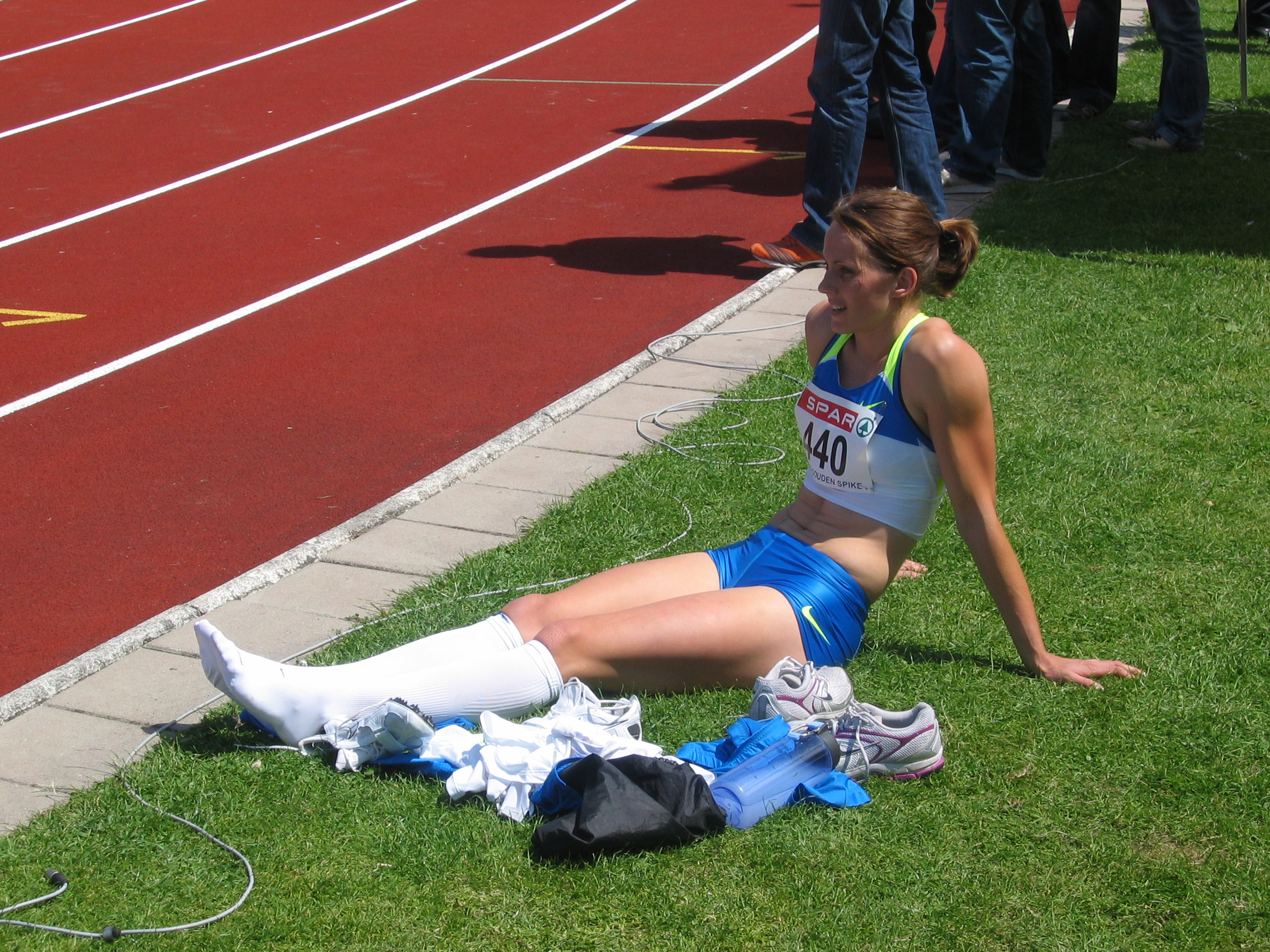
Gouden Spike '08: op adem komen na de strijd

Enkele maanden later, aan het begin van het buitenseizoen, liet Kelly Sotherton zich zien in Nederland, waar zij op 14 juni deelnam aan de wedstrijden om de Gouden Spike in Leiden. Op de 100 m horden pakte ze, na een fel duel met de Nederlandse kampioene Femke van der Meij, de winst in een goede 13,42 (Van der Meij tweede in 13,44). Hierna bood ze op de 400 m, die ze na haar optreden eerder dit jaar in Birmingham blijkbaar leuk begint te vinden, knappe tegenstand aan een andere Nederlandse kampioene, Annemarie Schulte. Tijden: 53,26 voor Schulte en 53,37 voor Sotherton.
Op de Olympische Spelen van 2008 in Peking werd ze bij de zevenkamp vierde met 6517 punten. Deze wedstrijd werd gewonnen door de Oekraïense Natalja Dobrynska met 6733 punten. En vijfde met de Britse 4 x 400 m estafetteploeg. In 2016 kreeg Sotherton vanwege dopingovertredingen van concurrenten zowel de bronzen medaille op de zevenkamp als op de 4 x 400 m estafette toegewezen.
In 2009 worstelde Sotherton met blessures en miste hierdoor de grote toernooien.
In 2012 stopte ze met de wedstrijdsport.

## Britse kampioenschappen
Outdoor
| Onderdeel   | Jaar |
| ----------- | ---- |
| verspringen | 2006 |

Indoor
| Onderdeel | Jaar             |
| --------- | ---------------- |
| vijfkamp  | 2001, 2002, 2003 |

## Persoonlijke records
Outdoor
| Onderdeel    | Prestatie | Datum            | Plaats     |
| ------------ | --------- | ---------------- | ---------- |
| 200 m        | 23,39 s   | 15 augustus 2008 | Peking     |
| 400 m        | 52,19 s   | 31 augustus 2008 | Gateshead  |
| 800 m        | 2.07,34   | 16 augustus 2008 | Peking     |
| 100 m horden | 13,18 s   | 15 augustus 2008 | Peking     |
| hoogspringen | 1,87 m    | 7 juli 2007      | Szczecin   |
| verspringen  | 6,79 m    | 25 juli 2008     | Londen     |
| kogelstoten  | 14,66 m   | 19 april 2008    | Long Beach |
| speerwerpen  | 40,81 m   | 30 mei 2004      | Götzis     |
| zevenkamp    | 6547 p    | 29 mei 2005      | Götzis     |

Indoor
| Onderdeel    | Prestatie             | Datum            | Plaats     |
| ------------ | --------------------- | ---------------- | ---------- |
| 200 m        | 23,71 s               | 26 februari 2006 | Birmingham |
| 400 m        | 52,47 s               | 16 februari 2008 | Birmingham |
| 800 m        | 2.09,95               | 7 maart 2008     | Valencia   |
| 60 m horden  | 8,17 s                | 16 februari 2008 | Birmingham |
| 100 m horden | 13,48 s               | 22 februari 2006 | Uxbridge   |
| hoogspringen | 1,88 m                | 2 maart 2007     | Birmingham |
| verspringen  | 6,53 m                | 11 februari 2006 | Sheffield  |
| kogelstoten  | 14,57 m               | 2 maart 2007     | Birmingham |
| vijfkamp     | 4927 p (ex-nat. rec.) | 2 maart 2007     | Birmingham |

## Palmares

### verspringen
- 2004: 4e Europa Indoor Cup - 6,38 m
- 2004:  Europacup - 6,68 m
- 2005:  Europacup B - 6,43 m
- 2005: 5e SPAR Europacup - 6,50 m
- 2006: 8e Wereldatletiekfinale - 5,85 m

### zevenkamp
- 1997: 10e EK U23 - 5585 p
- 2002: 7e Gemenebestspelen - 5728 p
- 2004:  OS - 6424 p
- 2004:  IAAF World Combined Events Challenge - 19072 p
- 2005: 5e WK - 6325 p
- 2005:  IAAF World Combined Events Challenge - 19150 p
- 2006:  Gemenebestspelen - 6396 p
- 2007:  WK - 6510 p
- 2008:  OS - 6517 p

### vijfkamp
- 2005:  EK indoor - 4733 p
- 2007:  EK indoor - 4927 p
- 2008:  WK indoor - 4852 p

### 4 x 400 m
- 2008:  OS - 3.22,88 ( na DQ Rusland en Wit-Rusland)